# Paralaudakia
Paralaudakia is een geslacht van hagedissen uit de familie agamen (Agamidae).

## Naam en indeling
De wetenschappelijke naam van de groep werd voor het eerst voorgesteld in 2012 door Khalid Javed Baig, Philipp Wagner, Natalia Borisovna Ananjeva en Wolfgang Böhme.
Het geslacht kent acht soorten, een aantal soorten werd vroeger ingedeeld bij andere geslachten zoals Agama, Stellio en met name Laudakia. De wetenschappelijke geslachtsnaam Paralaudakia betekent vrij vertaald 'lijkend op Laudakia'.

## Verspreiding en habitat
De agamen komen voor in delen van Azië en het Midden-Oosten en leven in de landen Afghanistan, Armenië, Azerbeidzjan, China, Georgië, India, Iran, Kirgizië, Mongolië, Nepal, Oezbekistan, Pakistan, Rusland, Tadzjikistan, Turkmenistan en Turkije, mogelijk in Irak.

## Beschermingsstatus
Door de internationale natuurbeschermingsorganisatie IUCN is aan zes soorten een beschermingsstatus toegewezen. Deze soorten worden allen als 'veilig' beschouwd (Least Concern of LC).

## Soorten
Het geslacht omvat de volgende soorten, met de auteur en het verspreidingsgebied.
| Naam                       | Auteur                   | Verspreidingsgebied |
| -------------------------- | ------------------------ | --- |
| Paralaudakia badakhshana   | Anderson & Leviton, 1969 | Afghanistan, Pakistan, India, China, Turkmenistan, Tadzjikistan, Kirgizië                                                            |
| Paralaudakia bochariensis  | Nikolsky, 1897           | Tadzjikistan, Oezbekistan, Turkmenistan, Kirgizië                                                                                    |
| Paralaudakia caucasia      | Eichwald, 1831           | Rusland, Georgië, Armenië, Azerbeidzjan, Turkmenistan, Tadzjikistan, Turkije, Iran, Afghanistan, Pakistan, mogelijk in India en Irak |
| Paralaudakia erythrogaster | Nikolsky, 1896           | Iran, Afghanistan, Turkmenistan |
| Paralaudakia himalayana    | Steindachner, 1867       | Afghanistan, Pakistan, India, Nepal, China, Turkmenistan, mogelijk in Tadzjikistan                                                   |
| Paralaudakia lehmanni      | Nikolsky, 1896           | Turkmenistan, Oezbekistan, Tadzjikistan, Kirgizië, Afghanistan                                                                       |
| Paralaudakia microlepis    | Blanford, 1874           | Iran, Afghanistan, Pakistan, Turkmenistan                                                                                            |
| Paralaudakia stoliczkana   | Blanford, 1875           | China, Mongolië, Kirgizië |